# Іхоромбе
22°24′ пд. ш. 46°08′ сх. д. / 22.4° пд. ш. 46.13° сх. д.
Іхурумбе або Іхоромбе (малаг. Ihorombe, фр. Ihorombe) — район Мадагаскару. Адміністративний центр — місто Іхусі. Входить до складу провінції Фіанаранцуа.

## Географія
Знаходиться у центрі південної частини острова Мадагаскар. Займає площу 26,391 км. Межує з районами Верхня Маціатра на півночі, Ациму-Ацинанана на сході, Анусі на півдні та Ациму-Андрефана на заході. Основні річки регіону: Манампатрана, Мананара, Менаната та Зомандао. У західній частині району розташований Національний парк Ісалу.
Загальна площа Іхурумбе становить 26391 км2.

## Населення
2018 року населення становило 418 520 осіб. Щільність — 16 чол./км², це одна з найнижчих густин населення серед малагасійських районів.
До складу Іхурумбе входять 3 комуни: Якора, Іхосі та Івохібе.